# 伊藤彩沙
伊藤彩沙（日语：／ Itō Ayasa，1996年8月17日—）是日本的女性聲優，京都府出身。響所屬。血型B型。

## 人物
中學時代在NHK攝影棚公園的後期錄音體驗中被誇獎後就決定成為聲優。
2010年雖然參加《探尋艾莉！少女福爾摩斯 聲優試鏡之旅》的活動，但在大阪地區預選的準決勝中落選。
2013年為了使自己的演技進步因此退出高中社團，一週後偶然在雜誌上發現「少女福爾摩斯姐妹 成員選拔甄選」的招募通知。同年4月27日在2000名參加者中獲得大獎、並以電視動畫《二人是少女福爾摩斯》的主角明神川愛麗絲一角正式聲優出道。之後與飾演常盤和美的愛美組成聲優團體「少女福爾摩斯Feathers」，和少女福爾摩斯的4人一同以「少女福爾摩斯姐妹」的名義進行活動。
興趣是觀賞寶塚歌劇。
就讀大學前一直過著從京都往返東京工作的生活，2015年春天從高中畢業後到東京生活並就讀大學。
2020年4月4日，與同事務所的愛美和佐佐木未來在YouTube開設名為「声優三姉妹 チームY」的頻道並開始活動。

## 演出作品
※粗體字為主要角色。

### 電視動畫
2013年
- 二人是少女福爾摩斯（明神川愛麗絲[1]）
- 萌萌侵略者 OUTBREAK COMPANY（小孩）

2014年
- 卡片戰鬥先導者G（女學生2、幼年女孩子）

2015年
- 偵探歌劇 少女福爾摩斯 TD（明神川愛麗絲[8]）
- 卡片戰鬥先導者G（彌富沙耶）

2016年
- 卡片戰鬥先導者G 超越之門篇（彌富沙耶）

2017年
- BanG Dream!（市谷有咲[9]）
- 雛邏輯～來自幸運邏輯～（凪）

2018年
- Slow Start（百地玉手）
- 童話魔法使（納迪亞）
- 少女☆歌劇 Revue Starlight（花柳香子）[10]
- BanG Dream! Girls Band Party!☆PICO（市谷有咲）
- 哥布林殺手（見習聖女）
- 叛逆性百萬亞瑟王（女性崇拜者）

2019年
- BanG Dream! 2nd Season（市谷有咲[11]）
- 魔法禁書目錄III（妥琪特莉）
- 索斯機械獸WILD（小孩）
- 平凡職業造就世界最強（谷口鈴）
- 美妙射擊部（和田寧寧子）
- 星合之空（女學生）

2020年
- BanG Dream! 3rd Season（市谷有咲）
- 異種族風俗娘評鑑指南（德莉）
- 八十龜觀察日記 第2冊（輿安七帆）
- 夢夢貓（月島舞良[12]）
- BanG Dream! Girls Band Party!☆PICO ～大份～（市谷有咲）
- 請問您今天要來點兔子嗎？BLOOM（美紀）

2021年
- 八十龜觀察日記 第3冊（輿安七帆）
- 舞伎家的料理人（舞妓）
- 擾亂 THE PRINCESS OF SNOW AND BLOOD（中村淺陽）
- 夢夢貓 Mix！（月島舞良）
- 宇宙奇妙生物小鐵君（みちこ、学生、ウパ星人）
- 持續狩獵史萊姆三百年，不知不覺就練到LV MAX（武史萊）
- D_CIDE TRAUMEREI THE ANIMATION（毛利玲菜）
- IDOLiSH7 Third BEAT!（成海）
- BanG Dream! Girls Band Party!☆PICO Fever!（市谷有咲）
- 大正處女御伽話（白鳥小鳥）
- Muv-Luv Alternative（涼宮茜）

2022年
- 平凡職業造就世界最強 2nd season（谷口鈴）
- BanG Dream! 少女樂團派對！5週年紀念動畫 -CiRCLE THANKS PARTY!-（市谷有咲）
- 相合之物（女性客、同級生、圖書館管理員、鳴戶望結、觀光客2）
- 女忍者椿的心事（木槿[13]）
- 街角魔族 2丁目（莉子[14]、討厭的回憶）
- 八十龜觀察日記 第4冊（輿安七帆）
- 頂點!!!!!!!!!!!!!!!（阪本やよい[15]）
- 盛開的阿斯諾特莉亞 吸！（カラドラ）
- D4DJ Double Mix（瀨戶莉花〈幼少期〉）
- 東京喵喵NEW（ヘイチャ）
- 令和的Di Gi Charat（武士道御子）
- 戀愛Flops（各國拉布林）

2023年
- 再得一勝！（園田未知[16]）
- 魔術士歐菲 流浪之旅 聖域篇（地人兵）
- 可愛過頭大危機（嘉咪·盧[17]）
- 躍動青春（女學生）
- BanG Dream! It's MyGO!!!!!（市谷有咲）
- 妙廟美少女（天道朝日）
- 賽馬娘 Pretty Derby Season 3（強擊[18]）
- 想當冒險者前往都市的女兒成為S級（莉澤蘿特[19]）

2024年
- 秒殺外掛太強了，異世界的傢伙們根本就不是對手。（艾莉卡）
- 身為魔王的我娶了奴隸精靈為妻，該如何表白我的愛？（曼妮拉[20]）
- 吸血鬼男子宿舍（牧村舞菜）
- 精靈小姐瘦不了（繪留札[21]）
- Delico's Nursery（安傑利科·弗拉[22]）
- 平凡職業造就世界最強 season 3（谷口鈴[23]）
- 唯願來世不相識（沙羅）
- 噗妮露是可愛史萊姆（姬座輪心愛）
- 結緣甘神神社（梅之木蜜子[24]）

2025年
- 卡片戰鬥!! 先導者 Divinez（鼎泉華〈代演〉[25]）
- 全修。（女子）
- 金牌得主（鹿本鈴[26]）
- 不幸職業【鑑定士】其實是最強的（幼年尼鞏}）
- 持續狩獵史萊姆三百年，不知不覺就練到LV MAX ～其二～（武史萊）
- 忍者與殺手的同住日常（草隱櫻）
- 涅庫羅諾美子的宇宙恐怖秀（格亞[27]）
- 保齡球少女！（二階堂七瀨[28]）
- 異世界小白玩家 －用 HP1 展開最強最快的迷宮攻略－（瑪納加爾姆[29]）
- 素材採集家的異世界旅行記（ビー[30]）
- 不擅吸血的吸血鬼（邊見紫[31]）

2026年

### 劇場版動畫
2016年
- 劇場版 偵探歌劇 少女福爾摩斯～逆襲的少女福爾摩斯～（明神川愛麗絲）

2019年
- BanG Dream! FILM LIVE（市谷有咲[33]）

2020年
- 少女☆歌劇 Revue Starlight Rondo Rondo Rondo（花柳香子）

2021年
- 劇場版 BanG Dream! Episode of Roselia I：約定（市谷有咲）
- 劇場版 少女☆歌劇 Revue Starlight（花柳香子）
- BanG Dream! FILM LIVE 2nd Stage（市谷有咲）

2022年
- 劇場版 BanG Dream! Poppin'Dream!（市谷有咲）
- 鈴芽之旅

2024年
- 大室家 dear sisters（相馬未來[34]）
- 大室家 dear friends（相馬未來[34]）

### 網路動畫
2019年
- 少女☆寸劇 All Starlight（花柳香子[35]）

2024年
- Fate/Grand Order 搞不懂的藤丸立香 第2期（哈贝特洛特）

### 遊戲
2014年
- Toys Drive（加普莉耶兒·威門斯坦因）

2015年
- Valiant Knights（優莉·羅森海姆[36]）

2016年
- 卡片戰鬥先導者G 超越勝利（彌富沙耶）

2017年
- BanG Dream! Girls Band Party!（市谷有咲[37]）

2018年
- 閃耀幻想曲（百地玉手[38]）
- 少女☆歌劇 Revue Starlight -Re LIVE-（花柳香子）

2019年
- 刀使之巫女 刻印閃爍的燈火（花柳香子）
- 初音島4（常坂二乃[39]）

2021年
- Fate/Grand Order（哈贝特洛特）

2022年
- Alice Fiction（希波克拉底）

2023年
- 棕色塵埃2（鲁）
- 賽馬娘 Pretty Derby（強擊）

2024年
- 魔法禁书目录 幻想收束（妥琪特莉）

2025年
- 崩壞：星穹鐵道（賽飞儿）

### 語音漫畫
2021年
- 姬之崎櫻子今天也可憐惹人愛（姬之崎櫻子[40]）

### 廣播
- 廣播 二人是少女福爾摩斯（HiBiKi Radio Station：2013年7月5日－12月27日）[41]
- 愛美 彩沙的少女福爾摩斯Feathers時間（HiBiKi Radio Station：2014年1月3日－2014年10月10日）[42]
- BanG_Dream! RADIO!!!!!（HiBiKi Radio Station：2015年9月18日－）[43]

### 其他
- 動畫歌演唱[44]
- BanG Dream!（市谷有咲）[45]
- 三上同學世界第一可愛！

## 音樂作品
- Poppin'Party相關音樂作品詳見Poppin'Party作品列表。

### 角色歌
| 發售日   | 專輯名稱                                                                  | 演唱名義 | 歌曲名稱                                     | 商業搭配                                   |
| 2013年   | 2013年                                                                    | 2013年 | 2013年                                       | 2013年                                     |
| -------- | ------------------------------------------------------------------------- | --- | -------------------------------------------- | ------------------------------------------ |
| 9月4日   |                                                                           | 少女福爾摩斯Feathers | 「」                                         | 電視動畫《二人是少女福爾摩斯》片尾曲       |
| 9月4日   | 少女福爾摩斯姐妹                                                          | 「」 | 《少女福爾摩斯》角色歌                       |                                            |
| 12月18日 | 少女福爾摩斯姐妹                                                          | Dreamin' | 《少女福爾摩斯》角色歌                       | 「We are the Miracle Holmes♪」             |
| 2014年   |                                                                           | |                                              |                                            |
| 4月30日  |                                                                           | 少女福爾摩斯姐妹 | 「」                                         | 《少女福爾摩斯》角色歌                     |
| 11月26日 |                                                                           | Feathers | 「HAPPY!絶好調」                             | 《少女福爾摩斯》角色歌                     |
| 2015年   |                                                                           | |                                              |                                            |
| 4月15日  | Treasure Disc                                                             | 少女福爾摩斯&Feathers&明智小衣（南條愛乃）&天城茉莉音（新田惠海）                                                        | 「」                                         | 電視動畫《偵探歌劇 少女福爾摩斯 TD》片尾曲 |
| 7月15日  | 偵探歌劇 少女福爾摩斯 TD 第5卷Blu-ray初回生產限定特典CD「」（Feathers盤） | Feathers | 「」（Feathers Ver.）                        |                                            |
| 2016年   |                                                                           | |                                              |                                            |
| 2月24日  | Yes! BanG_Dream!                                                          | Poppin'Party［戶山香澄（愛美）、花園多英（大塚紗英）、牛込梨美（西本梨美）、山吹沙綾（大橋彩香）、市谷有咲（伊藤彩沙）］ | 「Yes! BanG_Dream!」 「」                    | 《BanG Dream!》角色歌                      |
| 8月3日   | STAR BEAT!〜〜                                                            | Poppin'Party［戶山香澄（愛美）、花園多英（大塚紗英）、牛込梨美（西本梨美）、山吹沙綾（大橋彩香）、市谷有咲（伊藤彩沙）］ | 「STAR BEAT!〜〜」 「夏空 SUN! SUN! SEVEN!」 | 《BanG Dream!》角色歌                      |

## 外部連結
- 事務所官方簡歷 （页面存档备份，存于）（日語）
- 官方BLOG （页面存档备份，存于）（日語）
- 伊藤彩沙的X（前Twitter）（日語）
- 伊藤彩沙official的新浪微博（中文）